# Арандаренко, Николай Иванович
Никола́й Ива́нович Арандаренко (1799—1865) — государственный деятель Российской империи, Архангельский губернатор, тайный советник (1858), дворянский историк, статистик, этнограф, краевед.

## Биография
Малороссийского происхождения. Потомок Тимофея Михайловича Орендаренко.
В 1840—1850-х годах занимал должность управляющего Полтавской палатой государственных имуществ.
С 30 ноября 1856 по 17 апреля 1863 года — Архангельский гражданский губернатор.
Автор «Записок о Полтавской губернии» в 3 частях (Полтава, 1848—1852), с дополнением атласа карт и видов, в частности, планом Полтавы до 1800 г., содержащих ценные сведения по истории Полтавщины с древнейших времен, в том числе, по истории административно-территориального устройства, государственных учреждениях XVII—XVIII веков, развития сельского хозяйства, промышленности, ремесел, торговли и т. д.
Во 2-й части (1849) представлены фольклорные и этнографические материалы об обычаях, обрядах, поверьях полтавчан, народные песни, думы, сказки, поговорки и т. п.
В 3-й части представлены описания пятнадцати уездов, история городов и сёл Полтавской губернии.
Труд Арандаренко уже через 30 лет после своего появления в свет успел стать библиографической редкостью, имеет научную ценность как источник для изучения исторического прошлого Полтавщины и всей Украины. Все, кто впоследствии писал историю Полтавщины после Арандаренко так или иначе ссылаются на это произведение.
Использовал псевдоним «Н. А.».
В Музее народной архитектуры и быта Средней Надднепрянщины в г. Переяславе-Хмельницком на церкви святого Георгия из села Андруши Переяславского полка сохранилась мемориальная доска «В царствование императора Николая и во время управления государственными крестьянами министра графа Киселева и при управлении сею частью Полтавской губернии полковника Арандаренко заложено село Андруши, мая 30 дня после разрушения его наводнением реки Днепра в 1845 году».